# Makotřasy
Makotřasy är en ort i Tjeckien.   Den ligger i regionen Mellersta Böhmen, i den centrala delen av landet, 16 km väster om huvudstaden Prag. Makotřasy ligger 304 meter över havet och antalet invånare är 318.
Terrängen runt Makotřasy är platt. Runt Makotřasy är det mycket tätbefolkat, med 1 463 invånare per kvadratkilometer. Närmaste större samhälle är Prag, 15,9 km öster om Makotřasy. Trakten runt Makotřasy består till största delen av jordbruksmark.